# قباد آذرآیین
قباد آذرآیین (زاده ۱۰ فروردین ۱۳۲۷) رمان‌نویس ایرانی است.
کتاب هجوم آفتاب از آثار او برندهٔ جایزهٔ کتاب فصل و نیز جایزه ادبی مهرگان شد. همچنین ظهر تابستان  برندهٔ جایزه ادبی هوشنگ گلشیری شد.

## آثار
اولين اثر این نویسنده با نام باران در سال ۱۳۴۵ در نشريه ادبی بازار در رشت منتشر شد. اين داستان نقطه عطفی در دنيای نويسندگی آذرآیین بود. آذرآیین در سال ۱۳۵۷، اولين داستان برای نوجوانان با نام پسری آن سوی پل را نوشت.
در سال ۱۳۶۰ رمان «راه كه بيفتيم، ترس‌مان مي‌ريزد» به چاپ رسيد. این نویسنده ایرانی پس از اين كتاب، چند سالی تنها با نشريات ادبی در ارتباط بود تا اين‌كه اولين مجموعه داستانش را با نام «حضور» در سال ۱۳۷۹ منتشر كرد. «شراره بلند» دومين مجموعه داستان آذرآيين بود كه در سال ۱۳۸۰ منتشر شد. داستان «ظهر تابستان» از اين مجموعه در جايزه گلشيری برگزيده شد. مجموعه داستان «لوطی‌یی که انترش مرده بود» در شهریورماه ۱۴۰۲ منتشر شد. مجموعه‌ی رمان نوجوان «روز کارنامه» به تصویری از مفهوم خانواده در زندگی ایران و به ساختار فرهنگی خانواده در ایران می‌پردازد. نویسنده در دو فصل جداگانه به بیان دیدگاه‌های دخترانه و پسرانه‌ی نوجوانان و چالش‌های پیش روی آن‌ها پرداخته است.

### سایر آثار
- از باران تا غافله‌سالار[۶]
- چه سینما رفتنی داشتی یدو!
- داستان من نوشته شد
- من... مهتاب صبوری
- زنده به عشق
- عقرب‌ها را زنده بگیر
- هجوم آفتاب[۷]

## محتوای آثار
داستان های وی عموما درباره اقلیم و خاستگاه او یعنی شهر مسجدسلیمان و همچنین موضوع استخراج نفت از این منطقه نفت‌خیز و حضور انگلیسی ها در این منطقه است. در رمان «فوران» خانواده‌ای بختياری در مسجد سليمان تصوير شده است. این رمان در برهه زمانی حضور انگلیسی ها در هنگام حفاری چاه‌های نفت در جنوب کشور روایت می‌شود. «توله‌های تلخ» نیز در فضای اکتشاف نفت و شرایط مسجد سلیمان روایت شده است.

## جوایز
کتاب «هجوم آفتاب» برنده جایزه کتاب فصل و نیز جایزه ادبی مهرگان شد. همچنین «ظهر تابستان» برنده جایزه ادبی هوشنگ گلشیری شد. مجموعه داستان «هجوم آفتاب» یکی از هشت نامزد دریافت جایزه ادبی جلال آل‌احمد در سال ۱۳۸۸ بود. کتاب فوران نامزد دوازدهمین دوره جایزه ادبی جلال آل احمد در بخش داستان بلند و رمان شد.

## دیدگاه ها
- جان‌مايه ادبيات امروز در ادبيات گذشته وجود دارد و اگر اين رشته گسسته شود، ادبيات ما، ادبياتی بی پايه مي‌شود و مانند كسی است كه پا در هوا مي‌ماند.[۱۲]
- ما داستان‌نويسی مدرن را از غرب گرفته‌ايم؛ اما داستان را بر اساس داشته‌های خود مي‌نويسم.[۱۳]
- زماني كه خواننده خود را در داستان ببيند و با آن ارتباط منطقی پيدا كند، جذب آن می شود؛ اما اگر نويسنده در پی فريب خواننده باشد، اثرش ماندگار نمی شود و ادبيات سفارشی ايجاد می شود كه آن هم تاريخ مصرف دارد.[۱۴]